# Joël Scherk
Joël Scherk (* 1946; † 1980) war ein französischer theoretischer Physiker, der hauptsächlich über Stringtheorie und Supergravitation  arbeitete. Er erkannte mit John Schwarz um 1974, dass die Stringtheorie, die vorher als Kandidat für eine Theorie der starken Wechselwirkung angesehen wurde, stattdessen ein Kandidat für eine Große Vereinheitlichte Theorie (GUT) aller bekannten Wechselwirkungen ist, einschließlich der Gravitation.
Scherk studierte in Paris an der École normale supérieure (ENS). 1969 machte er an der Universität Paris XI in Orsay sein Diplom (Thèse de Troisieme Cycle) bei Philippe Meyer und Claude Bouchiat und promovierte dort 1971. 1969 war er, inzwischen bei der CNRS, bei John Schwarz und David Gross an der Princeton University, wo er mit seinem französischen Kommilitonen André Neveu Divergenzen in Ein-Schleifendiagrammen der bosonischen Stringtheorie untersuchte (sie entdeckten die Ursache in Tachyon-Divergenzen). 1971 war er wieder an der ENS, wo er mit Neveu zeigte, das die Spin-1-Anregungen von Strings Yang-Mills-Theorien beschreiben konnten. Außerdem war er in dieser Zeit in Berkeley, am CERN und in Cambridge. 1974 war er Gastwissenschaftler an der New York University und am Caltech bei Murray Gell-Mann und Schwarz. Schwarz und Scherk waren damals einige der wenigen Physiker, die noch am Stringmodell arbeiteten, obwohl sich schon 1970 gezeigt hatte, dass es nur für höhere Dimensionen (26 im Fall des bosonischen Strings) konsistent ist. Sie zeigten, dass die Spin-2-Anregungen geschlossener Strings die Gravitation beschreiben konnten, woraus sich dank des guten Hochenergieverhaltens von Stringtheorien die Möglichkeit einer endlichen, renormalisierbaren Theorie der Quantengravitation ergab.
Scherk, Schwarz und Lars Brink konstruierten 1977 die ersten supersymmetrischen Yang-Mills-Theorien und zeigten, dass diese u. a. in 10 Dimensionen existierten. Mit F. Gliozzi und David Olive zeigte Scherk dann, dass sich das Spektrum supersymmetrischer Yang-Mills-Theorien in 10 Dimensionen aus der entsprechenden (RNS, Ramond-Neveu-Schwarz) Fermionen-Stringtheorie ergab, falls bestimmte Zusatzbedingungen erfüllt waren (GSO-Projektion, für Gliozzi-Scherk-Olive). Das war ein Hinweis darauf,  dass neben der schon früher diskutierten World-Sheet-Supersymmetrie auch Raum-Zeit-Supersymmetrie in Stringtheorien vorlag. 1978 konstruierte er mit Eugène Cremmer und Bernard Julia die Lagrangedichte der Supergravitation in elf Dimensionen.
Scherk etablierte sich so als einer der führenden Stringtheoretiker in den 1970er Jahren. Zuletzt war er an der ENS in Paris. Er starb überraschend, nach einigen Angaben als Folge eines Diabetes-Komas, da er seine Insulinspritze vergessen hatte. Nach anderen Angaben beging er Suizid. Er hatte demnach zuvor einen Nervenzusammenbruch und war deshalb in Behandlung.

## Schriften
- An introduction to the theory of dual models and strings. In: Reviews of Modern Physics. Band 47, 1975, S. 123

## Verweise und Anmerkungen
1. ↑  Nach John Schwarz starb er 1980, Schwarz The Scientific Contributions of Joel Scherk. Manchmal wird auch 1979 angegeben, zum Beispiel in Leonid Mlodinow Euclids Window.
2. ↑  Gross, Neveu, Scherk und Schwarz: Renormalization and Unitarity in the Dual Resonance Model. In: Physical Review D. Band 2, 1970, S. 692
3. ↑  Neveu und Scherk: Connections between Yang-Mills Theories and Dual Models. In: Nuclear Physics B. Band 36, 1972, S. 155, Scherk: Zero Slope Limit of the Dual Resonance Model. In: Nuclear Physics B. Band 31, 1971, S. 222
4. ↑  Anfang bis Mitte der 1970er Jahre setzte sich außerdem das Standardmodell inklusive Quantenchromodynamik als Theorie der Elementarteilchen und ihrer Wechselwirkungen durch, das eine Renaissance „gewöhnlicher“ Quantenfeldtheorien einleitete.
5. ↑  durch Arbeiten von Claude Lovelace u. a.
6. ↑  Scherk und Schwarz: Dual Model for Non Hadrons. In: Nuclear Physics B. Band 81, 1974, S. 118; Dual models and the Geometry of Spacetime. In: Physics Letters B. Band 52, 1974, S. 347. Um die gleiche Zeit unabhängig von Yoneya in Japan vorgeschlagen.
7. ↑  Scherk und Schwarz: Dual Model Approach to a renormizable theory of gravitation. Essay, eingereicht 1975 für den Wettbewerb der Gravity Research Foundation, abgedruckt in Schwarz: Superstrings. Band 1, World Scientific, 1985
8. ↑  Brink, Scherk und Schwarz: Supersymmetric Yang-Mills Theories. In: Nuclear Physics B. Band 121, 1977, S. 77
9. ↑  Gliozzi, Scherk und Olive: Supergravity and the Spinor Dual Model. In: Physics Letters B. Band 65, 1976, S. 282; Supersymmetry, Supergravity and the Dual Spinor Model. In: Nuclear Physics B. Band 122, 1977, S. 253
10. ↑  Supergravity Theory in Eleven Dimensions. In: Physics Letters B. Band 76, 1978, S. 409–412
11. ↑  Peter van Nieuwenhuizen und Daniel Freedman (Herausgeber): Supergravity. Proceedings of a Workshop at Stony Brook, 27-29 September 1979. North Holland 1979, die Proceedings erschienen nach seinem Tod und waren ihm gewidmet.
12. ↑  Leonard Mlodinow: Euclids Window. The Free Press, 2001 - deutsch: Das Fenster zum Universum. Campus Verlag 2002
13. ↑  Unter anderem schrieb er seltsame Telegramme an Physiker wie Richard Feynman und irrte durch die Straßen von Paris. Seine Frau mit seinen zwei Kindern hatte ihn in Richtung England verlassen.

| Personendaten    | Personendaten          |
| ---------------- | ---------------------- |
| NAME             | Scherk, Joël           |
| KURZBESCHREIBUNG | französischer Physiker |
| GEBURTSDATUM     | 1946                   |
| STERBEDATUM      | 1980                   |